# کولویل (کالیفرنیا)
کولویل (به انگلیسی: Coleville) یک منطقهٔ مسکونی در ایالات متحده آمریکا است که در شهرستان مونو، کالیفرنیا واقع شده‌است. کولویل ۳۵٫۶۳۱ کیلومتر مربع مساحت و ۴۹۵ نفر جمعیت دارد و ۱٬۵۶۷ متر بالاتر از سطح دریا واقع شده‌است.